# Sonnet 56

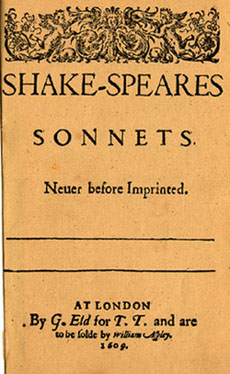
Sonnetten van Shakespeare, 1609

Sonnet 56 van William Shakespeare maakt deel uit van een reeks van 126 Fair Youth-sonnetten, waarbij de dichter een knappe jongeman toespreekt. In totaal schreef Shakespeare 154 sonnetten, die voor het eerst werden gepubliceerd in 1609. Het thema van Sonnet 56 is de pijn die de dichter moet verwerken na een scheiding met de geliefde.

## Shakespeares tekst
| Sonnet 56 Sweet love, renew thy force. Be it not said Thy edge should blunter be than appetite, Which but to-day by feeding is allayed, Tomorrow sharpened in his former might. So, love, be thou; although today thou fill Thy hungry eyes even till they wink with fulness, Tomorrow see again, and do not kill The spirit of love with a perpetual dulness. Let this sad int'rim like the ocean be Which parts the shore where two contracted new Come daily to the banks, that when they see Return of love, more blessed may be the view; Or call it winter, which, being full of care, Makes summer's welcome, thrice more wished, more rare. |

## Vertaling
Zoete liefde, hernieuw je kracht, laat toch niet toe
Dat ze zeggen dat je begeerte is geluwd,
Zelfs als een appetijt gestild door voedsel wordt
Zal die morgen toch weer even scherp zijn:
Laat je aldus zijn, liefde, hoewel vandaag
De honger uit je ogen is verdwenen,
Zal die morgen wederkeren, dood dus niet
De liefdesgod met eeuwige onverschilligheid.
Laat deze onderbreking als de oceaan zijn
Die de kusten scheidt, waar twee verloofden
Dagelijks naar de oevers komen, opdat bij wederkeer
Van de geliefde het uitzicht eens zo mooi zal zijn.
Of noem het winter, een seizoen van zorgen
Waarna de zomer eens zo welkom zal zijn.

## Analyse
Shakespeares sonnetten zijn voornamelijk geschreven in een metrum genaamd jambische pentameter, een rijmschema waarin elke sonnetregel bestaat uit tien lettergrepen. De lettergrepen zijn verdeeld in vijf paren, jamben genoemd, waarbij elk paar begint met een onbeklemtoonde lettergreep.
Het gedicht laat veronderstellen dat de jongeman die de dichter toespreekt zijn geliefde is, en waarschijnlijk vertrokken is. De passie lijkt wat uit hun relatie te zijn verdwenen. Zoals seksuele 'appetijt' zich door een 'honger' de volgende dag vernieuwt, zou ook de liefde dat moeten doen. Hij troost zich met de gedachte dat een lange scheiding (de metafoor van de oceaan en de geliefden die hunkerend aan de oevers wachten) het terugzien nog eens zo plezierig zal maken.